# Méry-sur-Seine
Méry-sur-Seine – miejscowość i gmina we Francji, w regionie Grand Est, w departamencie Aube. Przez miejscowość przepływa Sekwana. 
Według danych na rok 1990 gminę zamieszkiwały 1302 osoby, a gęstość zaludnienia wynosiła 105 osób/km².